# Al-Ittihad
Pour les articles homonymes, voir Al Ittihad.
Al-Ittihad est un quotidien basé aux Émirats arabes unis et fondé en 1969.
Fonctionnant sous l'autorité du ministère de l'Information et de la Culture, ce journal publie des articles de fond rédigés par des intellectuels souvent critiques du monde arabe.